# Drycothaea curtula
Drycothaea curtula är en skalbaggsart som beskrevs av Bates 1885. Drycothaea curtula ingår i släktet Drycothaea och familjen långhorningar.
Artens utbredningsområde är Panama. Inga underarter finns listade i Catalogue of Life.